# استراتولانچ

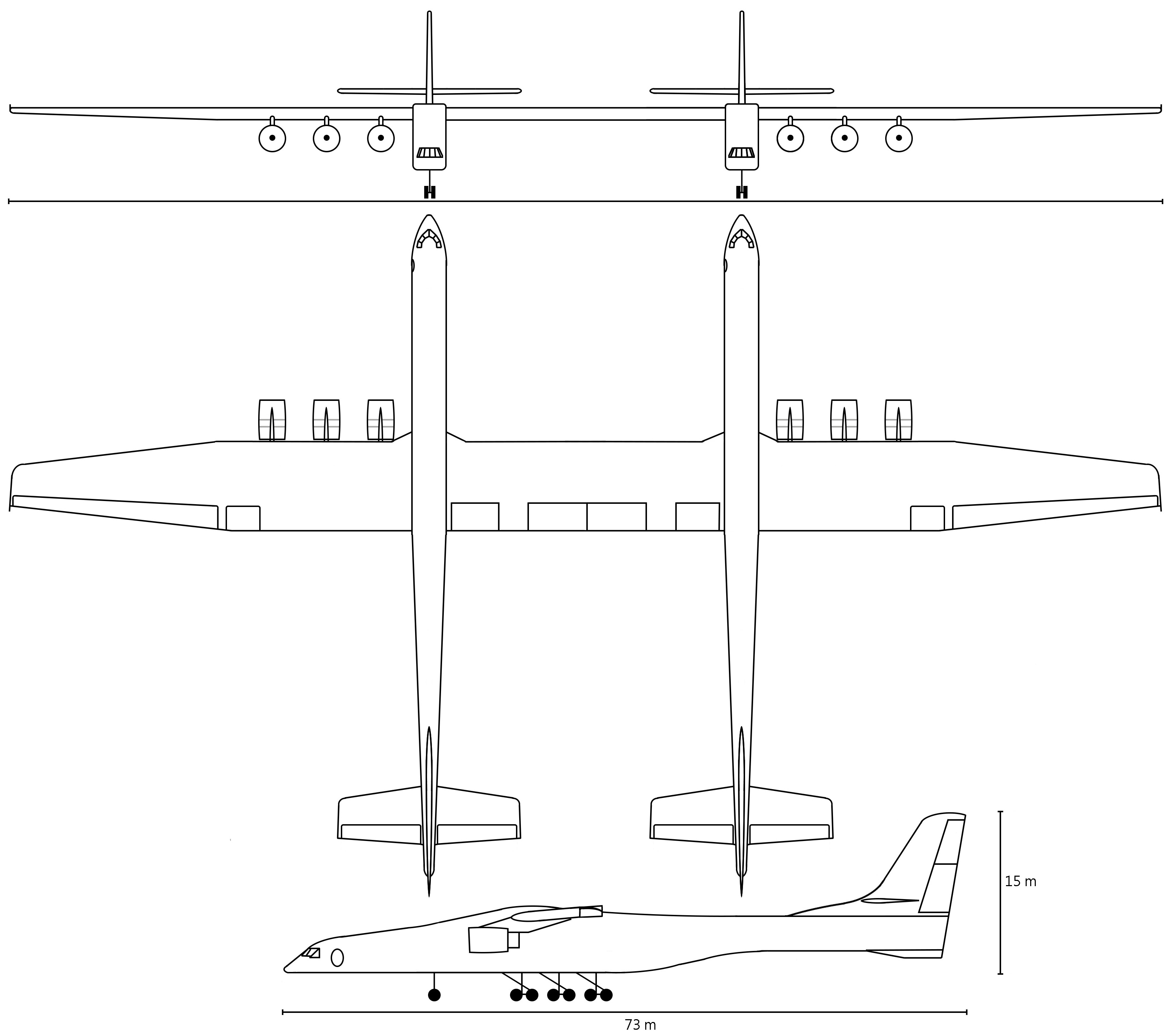
استراتولانچ

استراتولانچ (انگلیسی: Stratolaunch) شرکت هوافضای آمریکایی است، که در سال ۲۰۱۱ تأسیس شد.